# Kateřina Opalinská
Kateřina Opalinská (polsky Katarzyna Opalińska; 13. říjen 1680 Poznaň – 19. březen 1747 Lunéville) byla manželka Stanislava I. Leszczyńského, polská královna a litevská velkokněžna, později lotrinská vévodkyně.

## Život
Narodila se v Poznani jako jediné dítě polského magnáta Jana Karola Opalińského (1642–1695) a jeho manželky Žofie Czarnkowské (1660–1701). 10. května 1698 se v Krakově provdala za Stanislava Leszczyńského, který se v roce 1705 stal polským králem. V roce 1699 porodila dceru Annu (1699–1717) a v roce 1703 druhou dceru Marii, budoucí manželku francouzského krále Ludvíka XV. Během let 1700 až 1720 však prodělala dvacet potratů.
Ludvík XV. po smrti své tchyně v roce 1747 nařídil v katedrále Notre Dame uspořádat ceremonii k jejímu uctění. Kateřinin hrob se nachází v Nancy vedle hrobu jejího manžela a srdce její dcery.